# كيفن كوربي
كيفن كوربي (بالإنجليزية: Kevin Corby)‏ هو لاعب كرة قدم أمريكي، ولد في 23 مارس 1991 في سانت لويس في الولايات المتحدة. لعب مع تشارلستون بيتري.